# Richard Truly
Richard Harrison Truly (Fayette, 12 novembre 1937 – Genesee, 27 febbraio 2024) è stato un astronauta statunitense.
Viceammiraglio ritirato dal servizio della marina degli Stati Uniti, fu anche l'ottavo amministratore della NASA (dal 1989 al 1992, primo ex-astronauta ad assumere tale incarico). Prese parte ai test di volo dello Shuttle, Approach and Landing Tests, e alle missioni spaziali Shuttle STS-2 e STS-8.

## Biografia
Nato a Fayette nel Mississippi, Truly frequentò le scuole d'istruzione primaria e secondaria di Fayette e Meridian, sempre in Mississippi. Nel 1959 ottenne il titolo di bachelor in ingegneria aeronautica dal Georgia Institute of Technology. Truly venne assegnato alla scuola di volo ed assunse l'incarico di aviatore della marina militare americana il 7 ottobre del 1960. La sua prima assegnazione fu presso lo squadrone di combattimento numero 33 (Fighter Squadron 33) dove pilotò aerei del tipo F-8 Crusader, prestando servizio a bordo delle portaerei USS Intrepid ed USS Enterprise. Durante tale incarico raggiunse e superò i 300 atterraggi su di una portaerei.
Negli anni dal 1963 al 1965 frequentò i corsi per diventare successivamente istruttore della scuola per piloti di ricerca dell'aeronautica militare americana, la famosa U.S. Air Force Aerospace Research Pilot School dell'Edwards Air Force Base in California. Nel 1965 fu uno dei primi astronauti che vennero scelti dall'aeronautica militare americana per il programma del Manned Orbiting Laboratory (MOL).
Il programma MOL venne sospeso e cancellato definitivamente nel 1969 e Truly fu uno dei sette astronauti del programma che a settembre di quell'anno passarono alla NASA in quanto di età inferiore ai 35 anni - requisito indispensabile richiesto dalla NASA. Nota interessante, Truly fu l'unico del primo gruppo scelto che passò alla NASA, mentre il secondo gruppo passò in blocco e pure del terzo gruppo scelto, solo un pilota poté sperare in un successivo volo nello spazio.
Fece parte degli equipaggi di supporto per le tre missioni equipaggiate del programma della stazione spaziale statunitense Skylab, le missioni Skylab 2, Skylab 3 e Skylab 4, svoltesi nel 1973 e del programma test Apollo-Sojuz svoltosi nel 1975, assumendo per tutte le missioni pure il ruolo di Capcom. Pluridecorato di onorificenze nazionali ed internazionali sia nel campo militare che in campo civile, volò nello spazio per altre due volte: nel ruolo di pilota della missione STS-2 svoltasi nel 1981 e quale comandante della missione STS-8 nel 1983.
Morì a Genesee, in Colorado, il 27 febbraio 2024 all'età di 86 anni.